# Ángel Duarte Valverde
Ángel Duarte Valverde (Guayaquil, 29 de octubre de 1934-Guayaquil, 2 de marzo de 2024) fue un jurista y político ecuatoriano, gobernador de Guayas (1992-1995) y líder del extinto partido Concentración de Fuerzas Populares.

## Biografía
Nació el 29 de octubre de 1934 en Guayaquil, provincia de Guayas. Su madre fue la doctora Bertha Valverde, recordada como la primera mujer ecuatoriana en ocupar un cargo de elección popular.
Realizó sus estudios secundarios en el Colegio Nacional Vicente Rocafuerte, donde su destacada oratoria lo llevó a participar en concursos locales, nacionales e internacionales. Obtuvo el título de abogado en la Universidad de Guayaquil, desempeñándose años después como profesor y subdecano de Jurisprudencia de la misma.
Entre los cargos públicos que ostentó se cuentan viceministro de finanzas, ministro de agricultura y ganadería (de 1969 a 1970), conjuez de la Corte Superior de Justicia de Guayaquil, diputado nacional en representación de Guayas (1986-1988) y gobernador de Guayas (de 1992 a 1995).
Participó como candidato presidencial por el partido Concentración de Fuerzas Populares en las elecciones de 1984 y de 1988, obteniendo el tercer y sexto lugar, respectivamente.
El 19 de enero de 1969 su esposa e hijos fueron secuestrados junto al resto de pasajeros y tripulación de un avión de la empresa TAME cuyo destino final era Miami. Los atacantes desviaron el avión hacia Colombia y luego lo llevaron a Cuba.